# Влоя
Влоя — река в России, протекает в Кировском и Киришском районах Ленинградской области. Устье реки находится в 64 км по левому берегу реки Волхов у деревни Грабково. Длина реки — 43 км, площадь водосборного бассейна — 414 км².
В Киришском районе река течёт через территорию Глажевского сельского поселения. На левом берегу стоит деревня Мемино, у устья на левом берегу стоит деревня Грабково.

## Притоки
Основные притоки:
- В 11 км от устья, по левому берегу реки впадает река Олешня.
- В 19 км от устья, по левому берегу реки впадает река Марьинка.

## Данные водного реестра
По данным государственного водного реестра России относится к Балтийскому бассейновому округу, водохозяйственный участок реки — Волхов, речной подбассейн реки — Волхов. Относится к речному бассейну реки Нева (включая бассейны рек Онежского и Ладожского озера).
Код объекта в государственном водном реестре — 01040200612102000019568.